# ماری دوم، ملکه انگلستان
ماری دوم (به انگلیسی: Mary II)(به فرانسوی: Marie II) (زادهٔ ۳۰ آوریل ۱۶۶۲ – درگذشتهٔ ۲۸ دسامبر ۱۶۹۴) ملکهٔ انگلستان، اسکاتلند و ایرلند بود. او دختر بزرگ شاه جیمز دوم بود و در ۱۶۶۷ با ویلیام اورانژ (بعدتر شاه ویلیام سوم) ازدواج کرد. در پی «انقلاب باشکوه» سال ۱۶۸۸ و خلع جیمز دوم از قدرت، ماری و ویلیام دوران فرمانروایی مشترک خود را آغاز کردند که تا مرگ زودهنگام ماری در ۱۶۹۴ ادامه یافت.

## زندگی

### سال‌های آغازین
ماری دوم، دختر دوک یورک (بعدتر جیمز دوم) و همسر اولش آن هاید بود و در ۱۶۶۲ در لندن زاده شد. باوجودی‌که پدر و مادرش هر دو به مذهب کاتولیک گرویده بودند اما ماری تحت آموزه‌های پروتستانی پرورش یافت. او در نوامبر ۱۶۷۷ با پسرعمه‌اش ویلیام اورانژ (بعدتر ویلیام سوم)، فرماندار هلند متحد و قهرمان پروتستانیسم در اروپا ازدواج کرد و ساکن هلند شد. نخستین سال‌های ازدواج آن دو به آسانی نگذشت زیرا ماری بچه‌دار نمی‌شد و ویلیام نیز به او خیانت کرد، اما سرانجام زندگی زناشویی موفقیت‌آمیزی را تجربه کردند.

### پادشاهی مشترک ماری دوم و ویلیام سوم
در فاصلهٔ سال‌های ۱۶۸۷ تا ۱۶۸۸ جیمز دوم و ویلیام سوم بر سر سیاست‌های جیمز به نفع کاتولیک‌ها با یکدیگر درگیر بودند و در این بین ماری احساس می‌کرد که وظیفهٔ مذهبی او ایجاب می‌کند از شوهرش طرفداری کند. در نتیجه او از حملهٔ ویلیام به انگلستان در ۱۶۸۸ حمایت کرد. در طی این تهاجم، سربازان ناراضی انگلیسی به ویلیام پیوستند و مردم که امیدشان به پادشاه را از دست داده بودند برای ابقای او تلاشی انجام ندادند. جیمز در دسامبر همان سال به فرانسه گریخت و تا هنگام مرگش درهمانجا در تبعید به سر برد. این ماجرا سبب افسردگی ماری شد اما شوهرش به او دستور داد تا هنگام ورود پیروزمندانه‌شان به انگلستان خود را شاد نشان دهد. ماری دو ماه بعد وارد لندن شد و مورد سرزنش قرار گرفت که چرا نسبت به گرفتاری پدرش بی اعتنا است. از سوی دیگر جیمز دوم نیز طی انتقادی تلخ او را به خیانت به خود محکوم کرد که این سخن ماری را به‌سختی آزرد.
پس از آن پیشنهاد تشکیل حکومتی یک‌نفره بدون در نظر گرفتن ویلیام سوم به ماری داده شد اما او آن را نپذیرفت. پس در ۱۱ آوریل ۱۶۸۹ آن دو به عنوان پادشاهان مشترک انگلستان تاج‌گذاری کردند و قدرت را با یکدیگر در دست گرفتند. بدین ترتیب در مدت زمانی که ویلیام سوم مشغول لشکرکشی در ایرلند و دیگر نقاط قاره بود، ماری به‌تنهایی به ادارهٔ امور کشور می‌پرداخت. با این حال او به توصیه‌های همسرش متکی بود و در زمان‌هایی که ویلیام در انگلستان به سر می‌برد او خود را از سیاست کنار می‌کشید و ادارهٔ امور را به شوهرش واگذار می‌کرد.
در این مدت بر محبوبیت ماری در انگلستان بسیار افزوده شده و سلایق هلندی او بر هنرهای انگلیسی‌ای همچون سفالگری، باغبانی چشم‌اندازانه و دکوراسیون داخلی تأثیر بسیاری گذاشته بود. با این حال او هیچ‌گاه از زندگی در انگلستان خشنود نبود و موضوع عزل پدرش بر احساس بیگانگی او در آنجا می‌افزود.

### مرگ
ماری در سن ۳۲ سالگی بر اثر ابتلا به بیماری آبله درگذشت و در وست‌مینستر ابی به خاک سپرده شد. ویلیام که در این مدت وابستگی بسیاری به ماری یافته بود با مرگ او دچار اندوهی فراوان شد و چنین در وصف حال او نوشتند که از شادترین موجود روی زمین به تیره‌روزترین آن تبدیل شده‌است. ویلیام پس از ماری تا هنگام مرگش در ۱۷۰۲ به‌تنهایی سلطنت کرد و پس از او آن، خواهر ماری، با عنوان ملکه آن بر تخت سلطنت نشست.